# Stazione di Borgonuovo
Stazione di Borgonuovo vasútállomás Olaszországban, Sasso Marconi településen.

## Vasútvonalak
Az állomást az alábbi vasútvonalak érintik:
- Porrettana-vasútvonal

## Kapcsolódó állomások
A vasútállomáshoz az alábbi állomások vannak a legközelebb:
- Stazione di Pontecchio Marconi
- Stazione di Casalecchio di Reno